# Wuppertaler Zooviertel

Kartenausschnitt Wuppertaler Zooviertel

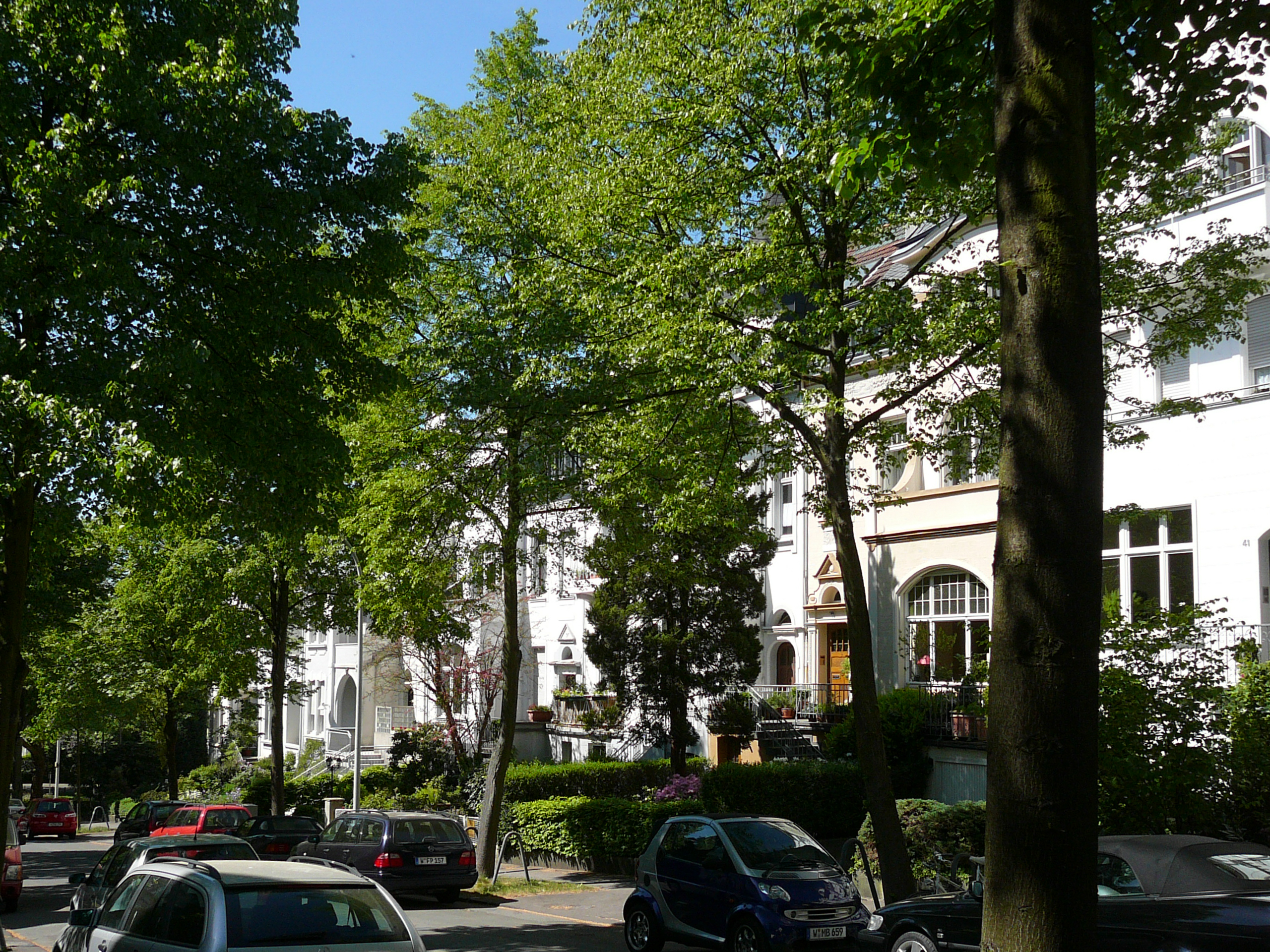
Wuppertaler Zooviertel

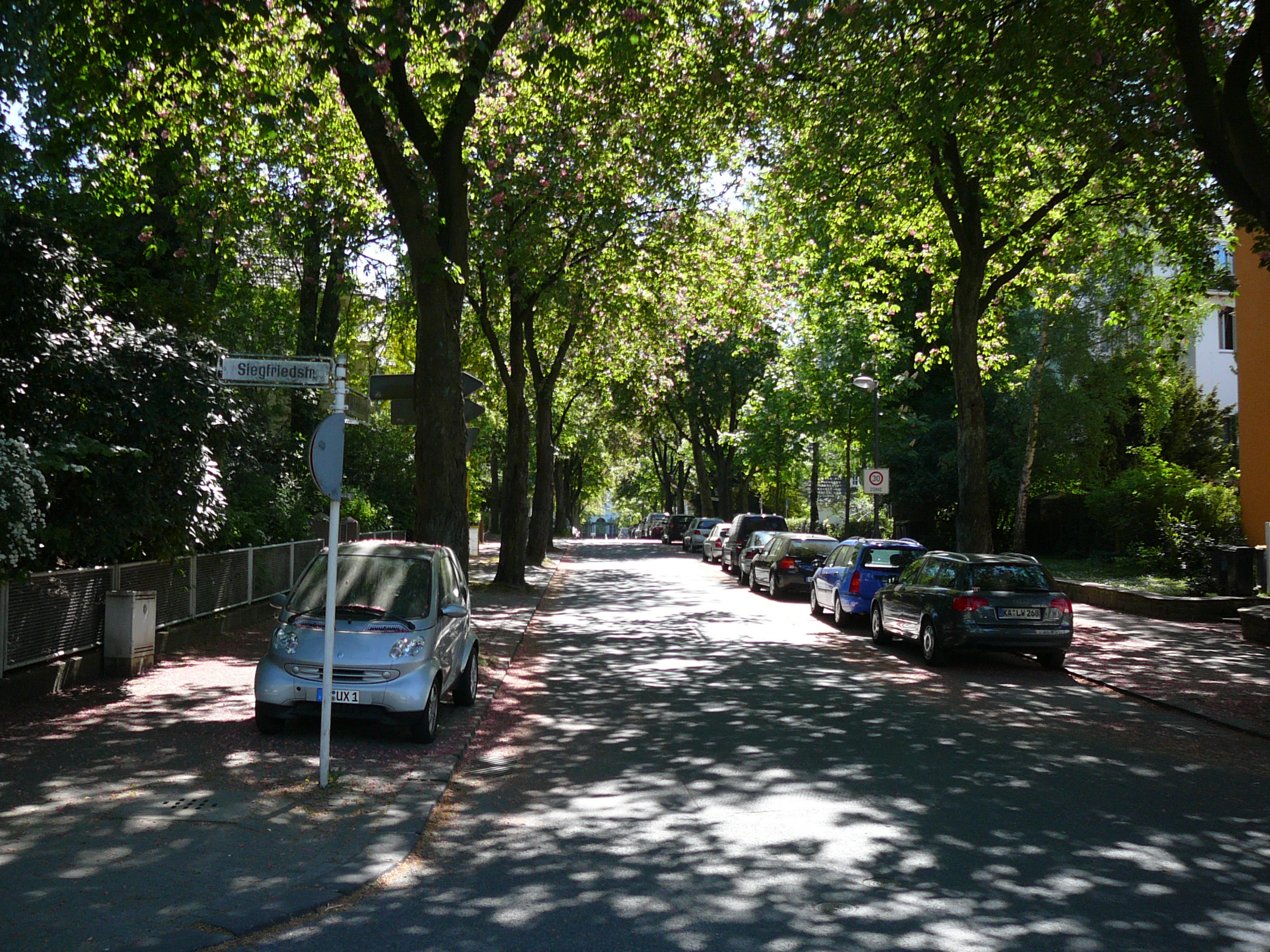
Wuppertaler Zooviertel gesehen vom Bahnhof Zoologischer Garten bis zum im Hintergrund die Zoo-Gaststätten

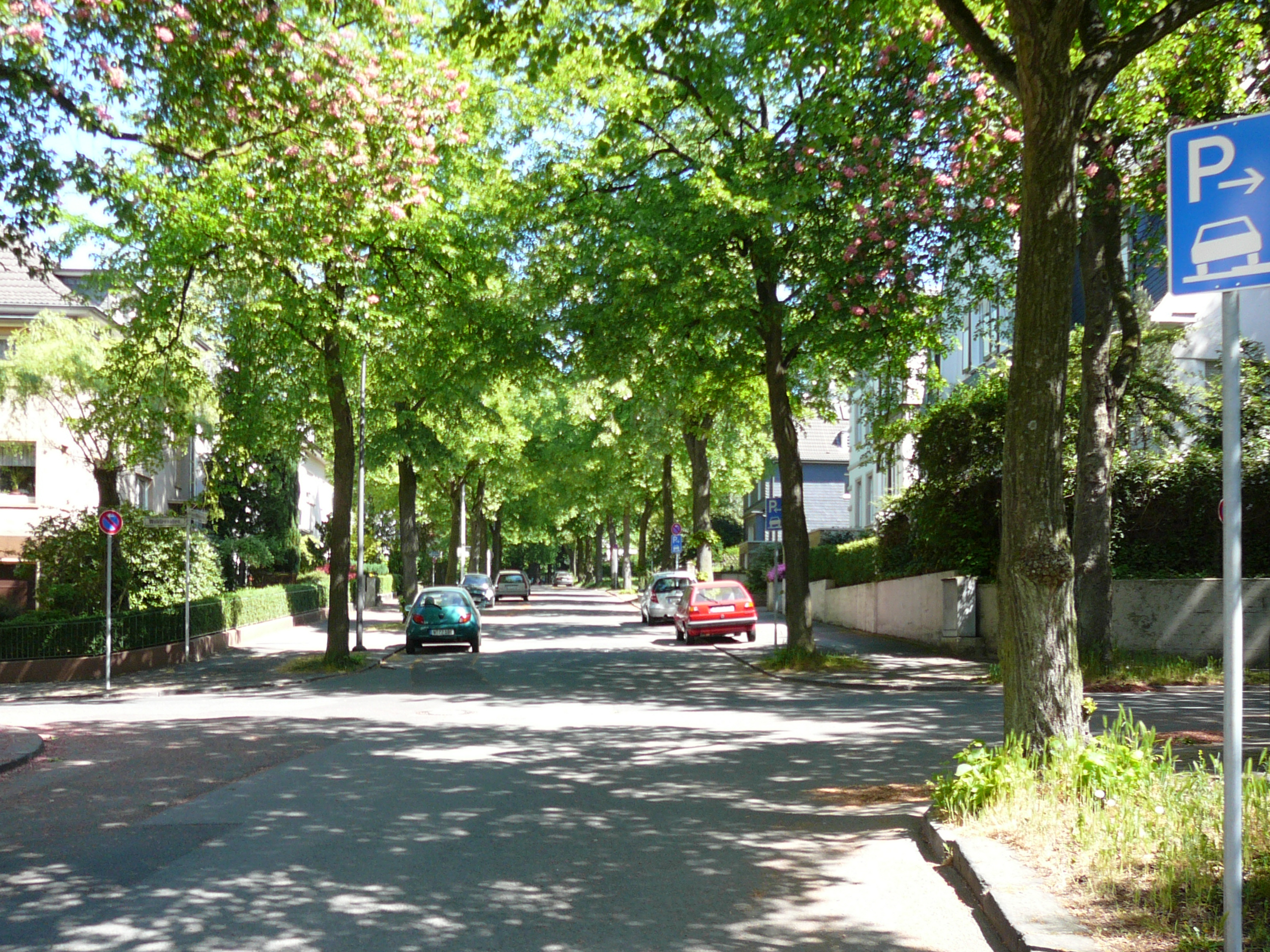
Wuppertaler Zooviertel

Das Zoo-Viertel liegt im Wuppertaler Stadtbezirk Elberfeld-West. Es gehört zum Quartier Zoo. Das Viertel befindet sich am westlichen Hang des innerstädtischen Kiesbergs, der es deutlich von der Elberfelder Innenstadt abtrennt. Im Süden befindet sich der Wuppertaler Zoo, südwestlich schließt sich an der Wupper das Zoo-Stadion an. Von den anderen Quartieren des Bezirks Elberfeld-West wird das Gebiet in Norden und Westen durch Wupper bzw. Eisenbahntrasse getrennt.
Das Zoo-Viertel ist eine große Villenkolonie im Westen des ehemals selbständigen Elberfelds. Seit 2004 ist das Quartier als Denkmalbereich ausgewiesen und verfügt über eine Denkmalbereichsatzung. Eine solche Ausweisung ist für drei weitere Quartiere in Wuppertal geplant, darunter das größte Villenviertel der Stadt und eines der größten Deutschlands, das Briller Viertel.

## Geschichte
Das Viertel wurde als Villenkolonie im Westen der damaligen Industriegroßstadt Elberfeld geplant. Ausschlaggebend für die Wahl des Bauplatzes war die günstige Lage des Gebiets: Es befindet sich leicht erhöht von den (damaligen) Industriebetrieben entlang der Wupper an einem weiten Berghang, ist von Wäldern und parkartigem Gelände umsäumt. Damals lag es abgeschirmt von der Großstadt und war doch nur wenige Kilometer vom Stadtzentrum Elberfelds entfernt.
Im Süden des Quartiers befindet sich seit 1881 der berühmte Wuppertaler Zoo, der wegen seiner landschaftlich reizvollen Lage bis heute gerühmt wird. Der Bahnhof Zoo an der Trasse der ehemaligen Bergisch-Märkischen Eisenbahn-Gesellschaft bildet gemeinsam mit dem Zooempfangsgebäude auch die städtebaulichen Dominanten, zwischen denen sich das Villenviertel aufspannt.
Die gerade Verbindungsstraße zwischen Bahnhof und Zoo, die Walkürenallee, bildet die zentrale Erschließungsachse. Der geometrisch-axiale Straßengrundriss entspricht den damaligen Gestaltungidealen eines Villenquartiers. Einige Straßenkreuzungen sind durch Straßenaufweitungen, gärtnerische Gestaltung und durch aufgestellte Denkmäler als Plätze charakterisiert. Fast alle Straßen im Viertel sind baumbestanden. Damit wurde dem Ideal Rechnung getragen, trotz der Nähe zur Großstadt eine Wohnkolonie in fast ländlicher Idylle zu schaffen.
Mit dem Bau der ersten Gebäude wurde im Jahre 1893 begonnen. Ausgeführt wurden die ersten sechs Villen vom Architekturbüro Hermanns & Riemann. 1897 wurde auf einem Rondell der Märchenbrunnen des Bildhauers Wilhelm Albermann aufgestellt. Bis 1905 erfolgte eine zweite Bauphase: Gebaut wurden nun überwiegend Doppelvillen und gehobene Reihenhausbauten. Außerdem wurde eine Schule fertiggestellt. In einer dritten Bauphase bis 1914 wurden äußerst großzügige Einzelvillen errichtet, die von privaten Bauherrn in Auftrag gegeben worden waren. Daneben entstanden weitere Doppelvillen. Nach 1914 wurden nach und nach die letzten freien Grundstücke mit großen, stilistisch sehr unterschiedlichen Häusern bebaut. Hier fallen einige besonders originelle und moderne Bauten des Architekten Friedrich Siepermann auf.
Stilistisch ist die Bebauung des Zoo-Viertels heterogen. Die Gebäude der ersten Bauphase sind dem malerischen Bauen verpflichtet und überwiegend in Neorenaissance gestaltet. Wenige Gebäude der zweiten Bauphase mit ihren Doppelvillen und Reihenbebauung folgen dem monumentalen Stil. Sie bedienen sich überwiegend neobarocker und neoklassizistischer Elemente, wenige Villen folgen dem Jugendstil. In der dritten Bauphase entstehen fast alle Gebäude im Bergischen Heimatstil. Dabei verbinden sie die zurückgenommene Reform-Bauweise dieser Zeit mit den traditionellen Elementen der barocken Bergischen Bauweise. Typisch für die Bergische Bauweise sind kunstvoll bearbeitete Fenster und Türen (weiß), verschieferte Giebel- und Dachflächen (schwarzgrau) und dunkelgrüne Fensterläden. Die Bebauung der vierten Bauphase nach dem Ersten Weltkrieg greift verschiedene architektonische Strömungen auf, darunter z. B. die expressionistische Backsteinarchitektur oder das Neue Bauen.
Das Zoo-Viertel hat die Kriegs- und Wiederaufbauzeit fast unbeschadet überstanden. Der Eindruck eines geschlossenen historischen Ensembles wird lediglich durch einige Bauten aus der Nachkriegszeit gestört, die auf den teilweise sehr großen Grundstücken neu entstanden und zu einer baulichen Verdichtung des Quartiers geführt haben. Mit der oberhalb des Zoo-Viertels angelegten Siedlung Heimatplan (1929/30, gemeinnützig geplante Wohnanlage), dem 1924 eingeweihten Stadion am Zoo und dem Wuppertaler Zoo bildet das Viertel ein eindrucksvolles historisches Ensemble, das die wirtschaftliche, soziale und städtebauliche Situation Elberfelds zu Beginn des 20. Jahrhunderts anschaulich werden lässt.

## Siehe auch

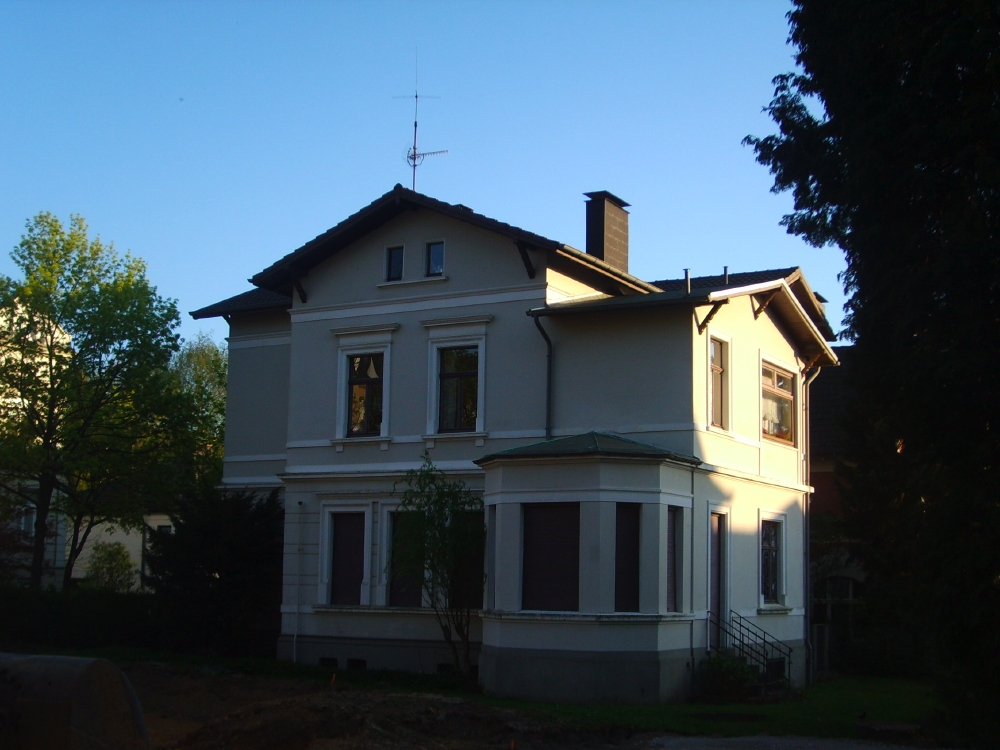
Die ev. Maximilian-Kolbe-Kapelle in einer Villa
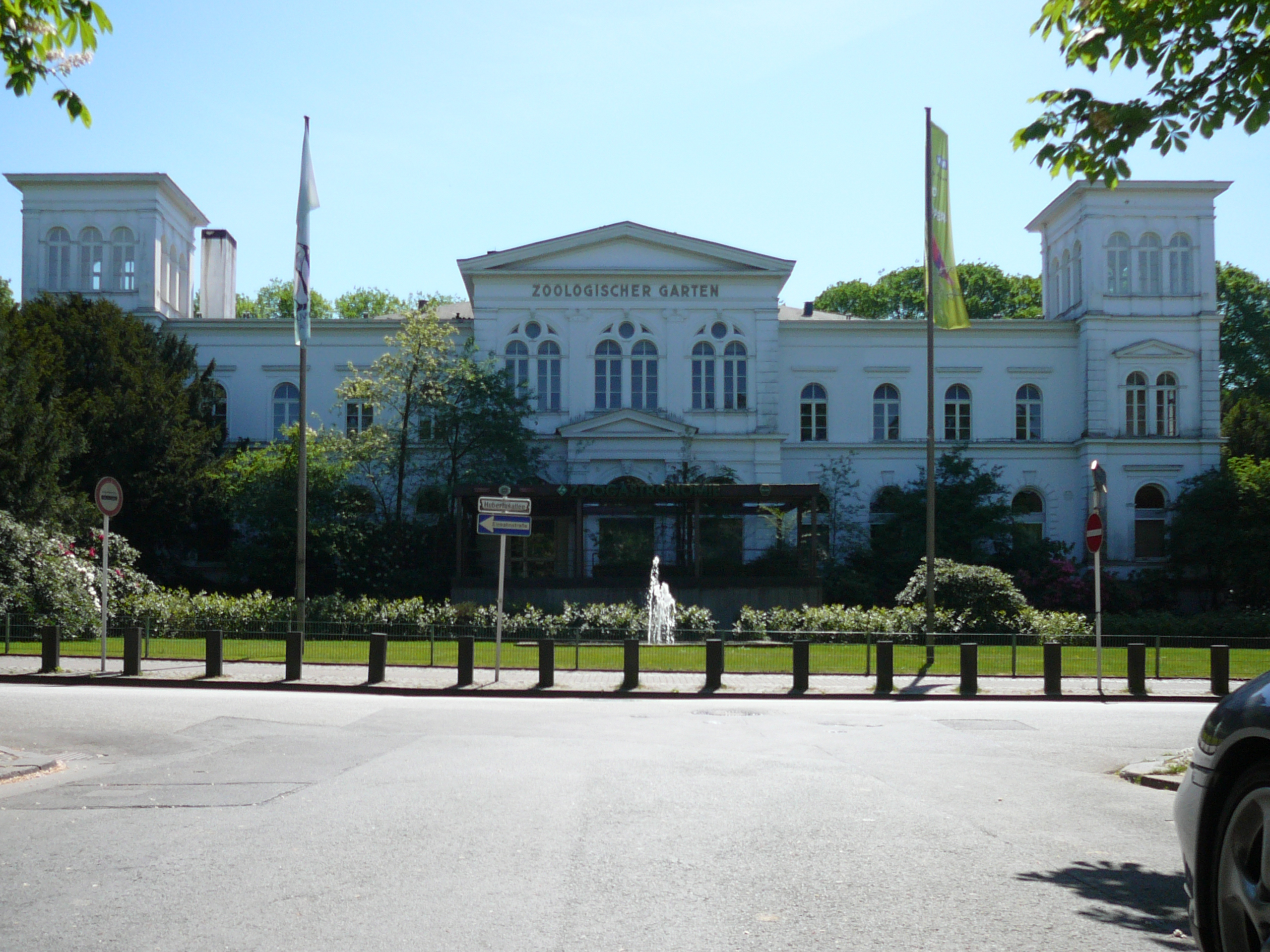
Die Zoo-Gaststätten
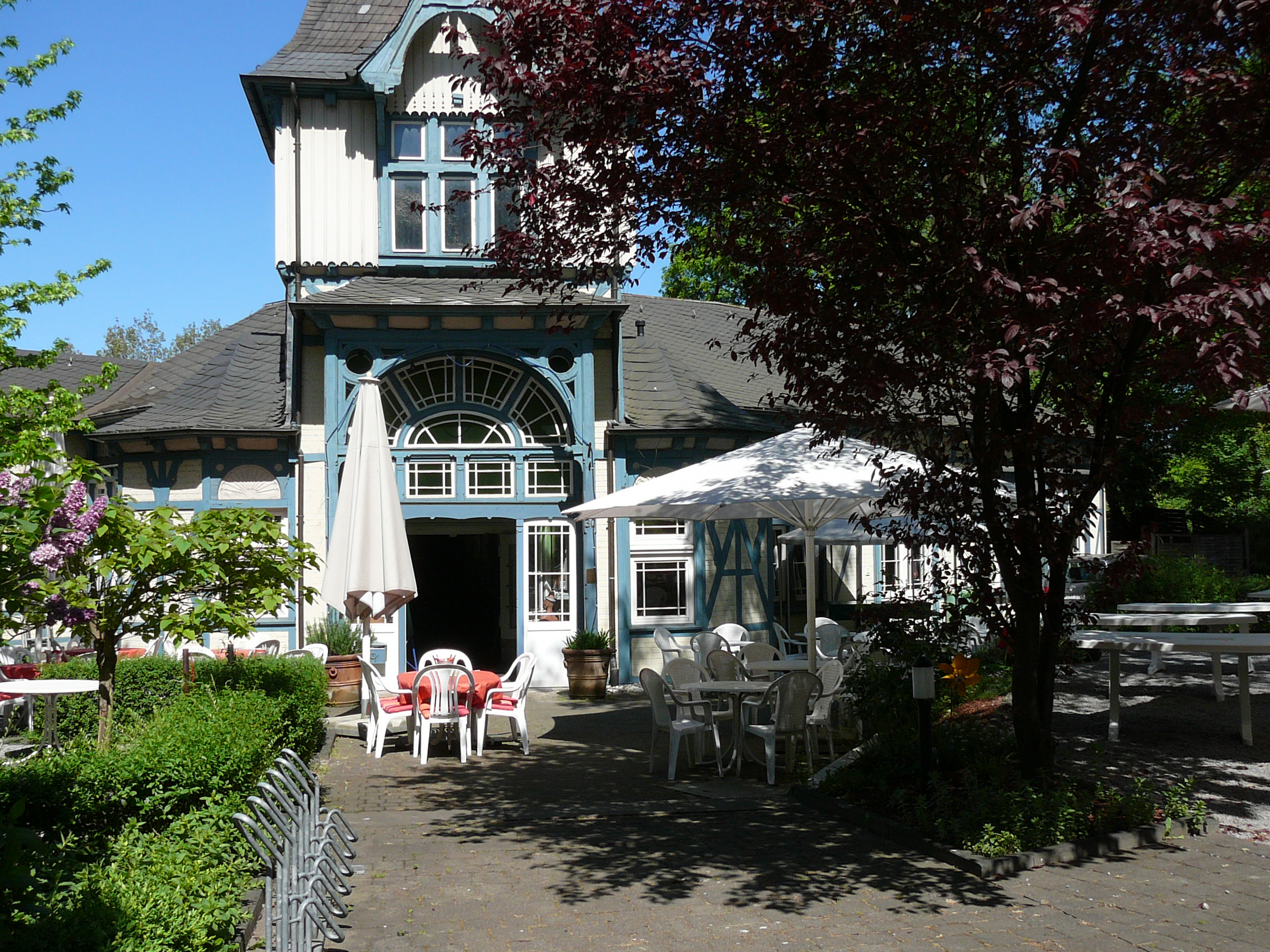
Der Bahnhof Zoologischer Garten, nun ein gastronomischer Betrieb und S-Bahnhof